# Yeo-u-ya mwohani
Yeo-u-ya mwohani (여우야 뭐하니?), noto anche con il titolo internazionale What's Up Fox, è un drama coreano trasmesso su MBC TV dal 20 settembre al 9 novembre 2006.

## Trama
Ormai trentatreenne, Byung-hee teme di rimanere sola per sempre, fino a quando non conosce il fratello minore di un suo grande amico, Chul-soo. Tra i due ci sono però undici anni di differenza, e inoltre anche la situazione delle rispettive famiglie non è delle più semplici.